# 杜習
杜習（と しゅう）は、紀元2世紀の中国、後漢の人物である。生没年不明。西暦111年に、反乱を起こした杜琦を暗殺した。討姦侯。
杜習は元役人で、漢陽郡の太守趙博の部下だった。永初5年（111年）9月、漢陽郡で杜琦が反乱を起こすと、安帝は杜琦の首に賞を懸け、列侯の地位と銭百万を約束した。趙博は刺客として杜習を送り、この年の12月に杜琦を刺し殺させた。杜習はこの功績で討姦侯に封じられ、銭百万を与えられた。その後の事績は知られない。